# Jalovec (montagne)
Pour les articles homonymes, voir Jalovec.
Le Jalovec est une montagne des Alpes juliennes localisée au nord-ouest de la Slovénie au sud-ouest de la localité de Kranjska Gora. Son sommet culmine à 2 645 mètres d'altitude ce qui en fait une des plus grandes montagnes du pays. Le versant Nord de la montagne fait partie du bassin de la rivière Save tandis que son versant Sud appartient au bassin du fleuve Isonzo.
La montagne, qui est située au sein du parc national du Triglav, est la quatrième plus haute montagne du parc après le mont Triglav (2 864 mètres), le mont Škrlatica (2 740 mètres), le mont Mangart (2 679 mètres) et devant le mont Razor (2 601 mètres).

## Premières ascensions
En 1875, Karl Wurmb gravit le sommet avec deux guides de montagne (Crnuta et Strgulc). En 1878, Karl Blodig monta pour la première fois par la vallée de Trenta. En 1884, Julius Kugy et le guide de haute montagne Andrej Komac gravirent le Jalovec depuis le Planicatal. La face nord-est fut conquise en 1909 par Ferdinand Horn.